# Nematanthus mattosianus
Nematanthus mattosianus är en tvåhjärtbladig växtart som först beskrevs av Osvaldo Handro, och fick sitt nu gällande namn av Harold Emery Moore. Nematanthus mattosianus ingår i släktet Nematanthus och familjen Gesneriaceae. Inga underarter finns listade i Catalogue of Life.